# Jesús Aparicio (poeta)
Jesús Aparicio González (Brihuega, Guadalajara, 1961) es un poeta español.

## Biografía
Nacido en la localidad de Brihuega, en la provincia de Guadalajara, es licenciado en psicología por la UNED. Se inició en la poesía desde joven, leyendo desde su adolescencia obras líricas de autores clásicos españoles.

## Obra
- Poemas como pasos (1982)
- Sendas del corazón (1988)
- Como trago de agua fresca (1991)
- Las caras del espejo (1996)
- "La casa del siervo" (1999)
- Con distinta agua (2002)
- El sueño del león (2005)
- "Las cuartillas de un náufrago" (2008)
- La papelera de Pessoa/La luz sobre el almendro (2012)
- La paciencia de Sísifo (2014)
- Arqueología de un milagro (2017)
- "Huellas de gorrión"(2017)
- "La sombra del zapato" (2018)
- Sin saber que te espera (2019)